# Oracle Linux
Oracle Linux, раније познат као Oracle Enterprise Linux, је  базирана Linux дистрибуција, препакована и слободно дистрибуирана од стране Oracle корпорације, доступна под ГОЈЛ лиценцом од 2006. године.
Комерцијална техничка подршка је доступна кроз Oracle Linux Support program, која подржава Oracle Linux, и постојеће  и CentOS инсталације. Од 2003, Oracle Linux има преко 11.000 претплаћених корисника за програм техничке подршке.

## компатибилност
корпорација дистрибуира Oracle Linux са две врсте кернела:
- - идентичан кернелу испоручен у  дистрибуцији.
- - базиран на Linux 2.6 верзији кернела.

## Компатибилност хардвера
је сертификован за рад са IBM, , , и  серверима. 2010. године Force10 компанија је најавила подршку за Oracle VM и Oracle Linux.. Oracle Linux је такође доступан на Amazon Elastic Compute Cloud као Amazon Machine Image.
Oracle/Sun сервери са x86-64 процесорима могу бити конфигурисани за испоруку са Oracle Linux дистрибуцијом.